# Edmund Bruggmann
Edmund Bruggmann (ur. 15 kwietnia 1943 we Flums, zm. 9 czerwca 2014 w Walenstadt) – szwajcarski narciarz alpejski, srebrny medalista igrzysk olimpijskich i mistrzostw świata.

## Kariera
Największy sukces w karierze Edmund Bruggmann osiągnął w 1972 roku, kiedy podczas igrzysk olimpijskich w Sapporo wywalczył srebrny medal w slalomie gigancie. W zawodach tych rozdzielił na podium Włocha Gustava Thöniego oraz swego rodaka Wernera Mattle. Następnego dnia zajął także ósme miejsce w slalomie. Na rozgrywanych cztery lata wcześniej igrzyskach w Grenoble jego najlepszym wynikiem było dziesiąte miejsce w zjeździe. Był też między inni piąty w kombinacji podczas mistrzostw świata w Val Gardena w 1970 roku.
W zawodach Pucharu Świata zadebiutował 6 stycznia 1967 roku w Berchtesgaden, zajmując dziewiąte miejsce w gigancie. Tym samym już w swoim debiucie zdobył pierwsze pucharowe punkty. Pierwszy raz na podium zawodów tego cyklu stanął blisko rok później, 4 stycznia 1968 roku w Hindelang, gdzie był najlepszy w gigancie. Łącznie czternaście razy plasował się w najlepszej trójce, w tym odniósł jeszcze cztery zwycięstwa: 17 lutego 1969 roku w Kranjskiej Gorze wygrał slalom, a 5 stycznia 1971 roku w Berchtesgaden, 16 marca 1972 roku w Val Gardena i 19 marca 1972 roku w Pra Loup zwyciężał w gigancie. Wygrana w Pra Loup była jego ostatnim pucharowym podium w karierze. Najlepsze wyniki osiągnął w sezonie 1971/1972, kiedy to zajął trzecie miejsce w klasyfikacji generalnej, plasując się za Thönim i Henrim Duvillardem z Francji. W tym samym sezonie był także drugi w klasyfikacji giganta. Wśród gigancistów był ponadto drugi w sezonie 1967/1968 oraz trzeci w sezonie 1970/1971.
Siedmiokrotnie zdobywał mistrzostwo Szwajcarii: w gigancie i kombinacji w latach 1965-1966 oraz w slalomie w latach 1966, 1970 i 1972.
W 1974 roku zakończył karierę. Prowadził później hotel we Flumserbergu. Zmarł w czerwcu 2014 roku na białaczkę.

## Osiągnięcia

### Igrzyska olimpijskie
| Miejsce | Dzień     | Rok  | Miejscowość | Konkurencja | Czas biegu  | Strata  | Zwycięzca                 |
| ------- | --------- | ---- | ----------- | ----------- | ----------- | ------- | ------------------------- |
| 19.     | 2 lutego  | 1964 | Innsbruck   | Gigant      | 1:46,71 min | +8,59 s | François Bonlieu          |
| 10.     | 9 lutego  | 1968 | Grenoble    | Zjazd       | 1:59,85 min | +2,51 s | Jean-Claude Killy         |
| 12.     | 12 lutego | 1968 | Grenoble    | Gigant      | 3:29,28 min | +5,63 s | Jean-Claude Killy         |
| 2.      | 10 lutego | 1972 | Sapporo     | Gigant      | 3:09,62 min | +1,13 s | Gustav Thöni              |
| 8.      | 13 lutego | 1972 | Sapporo     | Slalom      | 1:49,27 min | +2,76 s | Francisco Fernández Ochoa |

### Mistrzostwa świata
| Miejsce | Dzień     | Rok  | Miejscowość  | Konkurencja | Czas biegu  | Strata     | Zwycięzca                 |
| ------- | --------- | ---- | ------------ | ----------- | ----------- | ---------- | ------------------------- |
| 19.     | 2 lutego  | 1964 | Innsbruck    | Gigant      | 1:46,71 min | +8,59 s    | François Bonlieu          |
| 10.     | 9 lutego  | 1968 | Grenoble     | Zjazd       | 1:59,85 min | +2,51 s    | Jean-Claude Killy         |
| 12.     | 12 lutego | 1968 | Grenoble     | Gigant      | 3:29,28 min | +5,63 s    | Jean-Claude Killy         |
| 16.     | 8 lutego  | 1970 | Val Gardena  | Slalom      | 1:39,47 min | +7,88 s    | Jean-Noël Augert          |
| 14.     | 10 lutego | 1970 | Val Gardena  | Gigant      | 4:19,19 min | +5,96 s    | Karl Schranz              |
| 12.     | 15 lutego | 1970 | Val Gardena  | Zjazd       | 2:24,57 min | +2,59 s    | Bernhard Russi            |
| 5.      | 15 lutego | 1970 | Val Gardena  | Kombinacja  | 21,25 pkt   | +48,04 pkt | Billy Kidd                |
| 2.      | 10 lutego | 1972 | Sapporo      | Gigant      | 3:09,62 min | +1,13 s    | Gustav Thöni              |
| 8.      | 13 lutego | 1972 | Sapporo      | Slalom      | 1:49,27 min | +2,76 s    | Francisco Fernández Ochoa |
| DNF     | 5 lutego  | 1974 | Sankt Moritz | Gigant      | 3:07,92 min | -          | Gustav Thöni              |

### Puchar Świata

#### Miejsca w klasyfikacji generalnej
- sezon 1966/1967: 39.
- sezon 1967/1968: 6.
- sezon 1968/1969: 16.
- sezon 1969/1970: 17.
- sezon 1970/1971: 6.
- sezon 1971/1972: 3.
- sezon 1973/1974: 36.

#### Zwycięstwa w zawodach
1. Hindelang – 4 stycznia 1968 (gigant)
2. Kranjska Gora – 17 lutego 1969 (slalom)
3. Berchtesgaden – 5 stycznia 1971 (gigant)
4. Val Gardena – 16 marca 1972 (gigant)
5. Pra Loup – 19 marca 1972 (gigant)

#### Pozostałe miejsca na podium
1. Adelboden – 8 stycznia 1968 (gigant) – 2. miejsce
2. Wengen – 13 stycznia 1968 (zjazd) – 3. miejsce
3. Oslo – 24 lutego 1968 (gigant) – 3. miejsce
4. Madonna di Campiglio – 30 stycznia 1970 (gigant) – 2. miejsce
5. Mont-Sainte-Anne – 13 lutego 1971 (gigant) – 2. miejsce
6. Sugarloaf – 21 lutego 1971 (gigant) – 2. miejsce
7. Åre – 14 marca 1971 (slalom) – 3. miejsce
8. Kitzbühel – 16 stycznia 1972 (slalom) – 2. miejsce
9. Pra Loup – 18 marca 1972 (slalom) – 3. miejsce